# Prague International Baseball Cup
Prague International Baseball Cup je baseballový turnaj, který pořádá baseballový klub Tempo Titans Praha. Turnaj vznikl z iniciativy jednoho z hráčů C týmu mužů, který strávil pracovně tři roky v Dublinu, kde toto času hrál za Dublin Hurricanes, kteří projevili zájem navštívit Prahu a zároveň si zahrát během návštěvy baseball. První ročník turnaje se uskutečnil v roce 2006 za účasti domácího týmu Tempo Titans Praha C, juniorů Tempo Titans Praha, SaBaTu Praha, VATOS Baseball (Holandsko) a výše zmiňovaných Dublin Hurricanes.
Do roku 2010 se již turnaje zúčastnilo jedenáct týmů z deseti klubů z České republiky, Irska, Holandska, USA a Německa.

## Pořadí v jednotlivých ročnících
| 1. ročník (2006)                                                                             | 2. ročník (2007)                                                                                               | 3. ročník (2008)                                                                    | 4. ročník (2009)                                                                           |
| 1. SaBaT Praha 2. Dublin Hurricanes 3. Tempo Titans C 4. Tempo Titans jun. 5. VATOS Baseball | 1. SaBaT Praha 2. Foreign Devils 3. Dublin Hurricanes 4. Tempo Titans C 5. Technika Brno B 6. Aligátoři Znojmo | 1. SaBaT Praha 2. Old Boys 3. Aligátoři Znojmo 4. Technika Brno B 5. Tempo Titans C | 1. Praotci Roudnice 2. SaBaT Praha 3. Dublin Hurricanes 4. Tempo Titans C Aligátoři Znojmo |
| 5. ročník (2010)                                                                             | 6. ročník (2011)                                                                                               |                                                                                     |                                                                                            |
| 1. Aligátoři Znojmo 2. Tempo Titans C 3. Dresden Dukes                                       | |                                                                                     |                                                                                            |